# Escudo de Liberia
El escudo de armas de Liberia data del último tercio del siglo XIX y ha ido cambiando ligeramente a lo largo de los años; la versión actual proviene de la modificación efectuada en 1963.
Se trata de un escudo pictórico, con un paisaje en donde se ve un barco que llega a las costas liberianas, en recuerdo de la nave que llevó a los esclavos liberados desde los Estados Unidos. En el litoral crece una palmera, la principal fuente alimentaria del territorio, y en primer término se ven un azadón y un arado, herramientas que representan el trabajo que hace prosperar el país. En el horizonte, un sol radiante, símbolo del nacimiento de la nación. En el cielo, una paloma de la paz que lleva en el pico el manifiesto de la Sociedad Americana de Colonización, encargada de la fundación de Liberia.
Sobre el escudo, una cinta con el lema nacional en inglés: THE LOVE OF LIBERTY BROUGHT US HERE (El amor a la libertad nos trajo aquí). Abajo, otra cinta con el nombre oficial del estado, REPUBLIC OF LIBERIA (República de Liberia).

## Historia
El 22 de julio de 1974, la Legislatura de Liberia aprobó una ley que autoriza al presidente a establecer una comisión para considerar posibles cambios en una serie de símbolos nacionales, incluyendo el sello y lema nacional. El presidente William Tolbert nombró a 51 miembros de la Comisión de Unidad Nacional. La comisión estuvo encabezada por el Señor McKinley Alfred Deshield, y también fue llamada la Comisión Deshield. La comisión intentó reexaminar los símbolos, y eliminar los aspectos divisivos o no inclusivos de ellos. La comisión presentó su informe el 24 de enero de 1978. El informe recomendaba cambiar el lema de The Love of Liberty Brought Us Here (en español, El amor a la libertad nos trajo aquí) a Love, Liberty, Justice, Equality (en español, Amor, Libertad, Justicia, Igualdad). El cambio propuesto al lema nunca se realizó.

## Otras versiones

Sello de la Sociedad Americana de Colonización
Escudo de armas de Liberia de 1847 a 1889
Escudo de armas de Liberia de 1889 a 1892
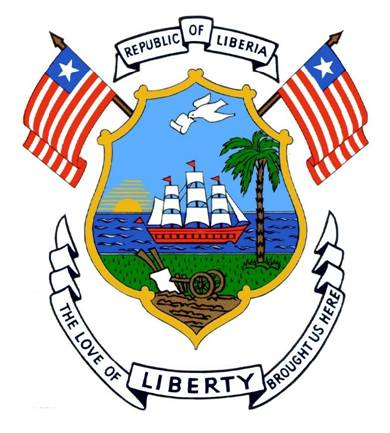
Escudo de armas de la República de Liberia en 1921
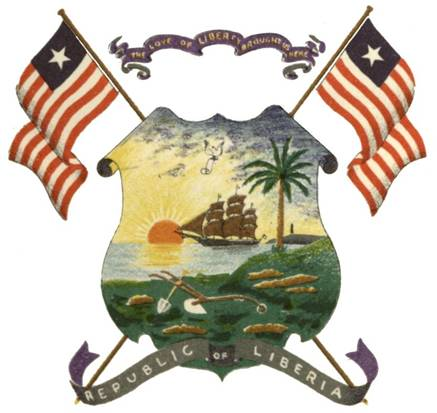
Escudo de armas de la República de Liberia en 1963